# Ford LTD

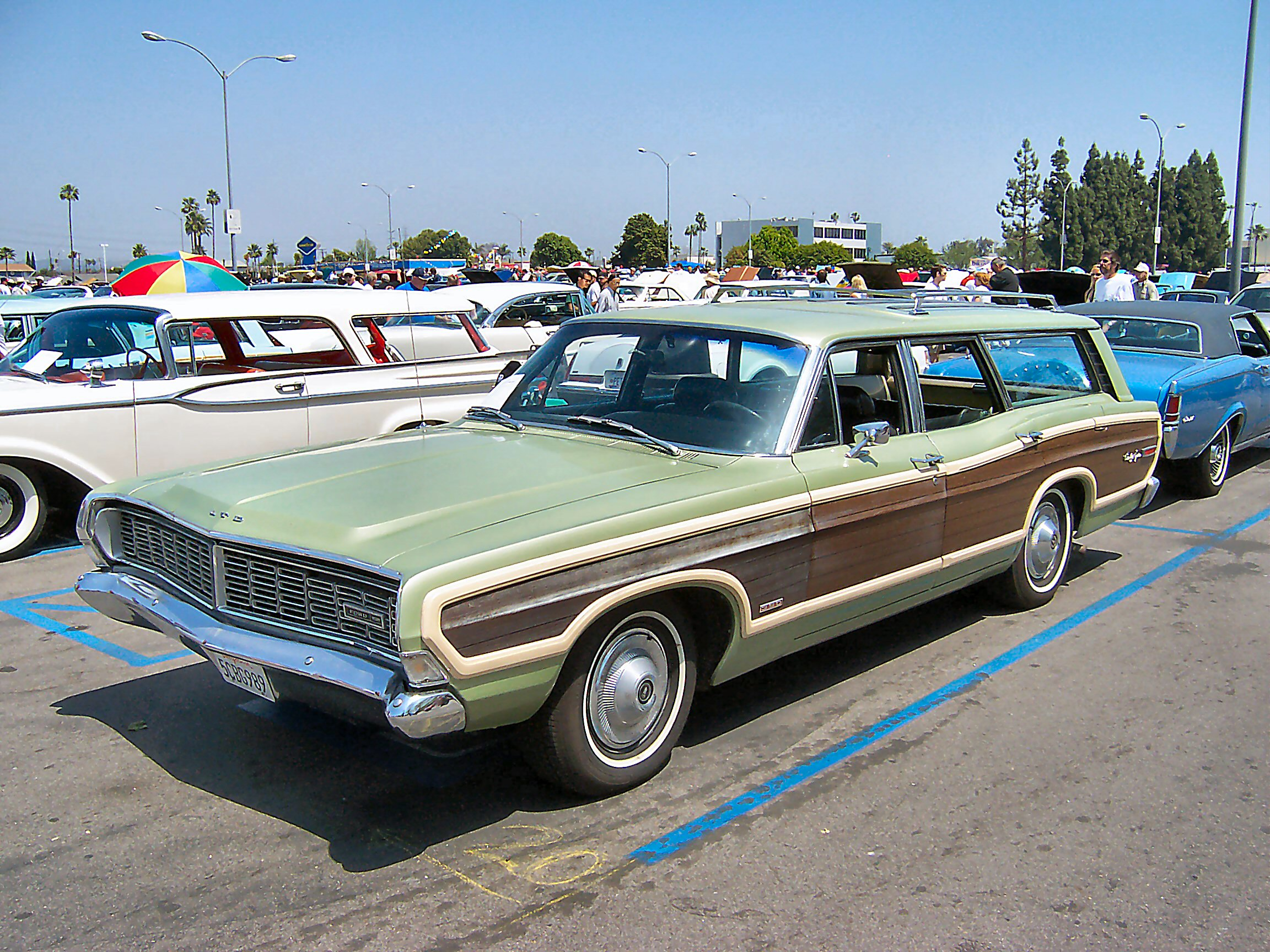
LTD uit 1968.

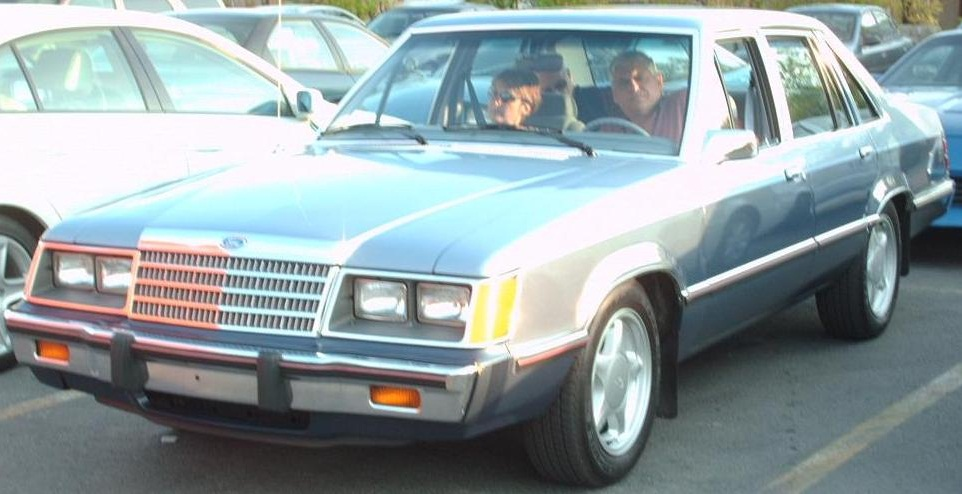
LTD uit 1983-1986.

De Ford LTD was een automodel van het Amerikaanse merk Ford. Het is onbekend waar de letters LTD voor staan. Volgens sommigen staan ze voor Luxury Trim Decor, maar aangenomen wordt dat de letters de afkorting van Limited voorstellen. Dit omdat dat woord zelf al geregistreerd was door Chrysler.

## Geschiedenis
De LTD begon in 1965 als een luxe-uitrustingsniveau op de Ford Galaxie 500. Twee jaar later werd de LTD een apart model dat nog wel zeer veel onderdelen deelde met die Galaxie. Voor 1973 werd de LTD hertekend waarbij het model ook wat lichter werd. Toch behield de auto van meer dan twee ton en met enkel grote V8-motoren een bijzonder hoog verbruik. De Galaxie werd in 1974 stopgezet. Tussen 1975 en 1978 werd een duurdere variant, de LTD Landau, verkocht. In die periode was de LTD ook te koop in Mexico.
In 1977 verscheen naast de grote LTD ook de middelgrote LTD II, de opvolger van de Ford Torino. Beiden waren als sedan, coupé en als stationwagen te verkrijgen. Voor 1979 werd de LTD opnieuw hertekend en daarbij verkleind. Alles werd veel efficiënter ontworpen waardoor de interieurruimte behouden bleef maar de wegligging en het verbruik verbeterden. Onder de motorkap waren nog steeds V8-motoren te vinden, zij het met een kleinere cilinderinhoud. In 1980 verscheen een nieuw topmodel: de Ford LTD Crown Victoria.
In 1983 werd een nieuwe LTD geïntroduceerd naast die LTD Crown Victoria. Het was de opvolger van de tweede Ford Granada uit 1981 die weinig succesvol was gebleken. In 1984 verscheen de prestatiegerichte LX-variant met een standaard 5 liter V8. De LTD werd in productie gehouden tot en met 1986. In dat jaar werd de opvolger, de radicale Ford Taurus, gelanceerd.

## Trivia
- De Ford LTD werd in Noord-Amerika veel gebruikt als politiewagen.
- In Australië wordt sinds 1973 een Ford LTD geproduceerd. Het model is niet gerelateerd aan de Amerikaanse LTD maar is gebaseerd op de lokale Ford Falcon. Hier is wel geweten dat LTD staat voor Lincoln Type Design.
- Ook in Brazilië werd tussen 1967 en 1983 een Ford LTD gebouwd. Deze was gebaseerd op de Ford Galaxie uit 1966 en bestond ook als verlengde limousine.